# 365 dni: Ten dzień
365 dni: Ten dzień (bra: 365 Dias: Hoje; prt: 365 Dias: Naquele Dia) é um filme polonês de suspense erótico de 2022, dirigido por Barbara Białowąs e Tomasz Mandes. Continuação de 365 dni, é baseado no livro Ten dzień, o segundo da trilogia escrita por Blanka Lipińska. É estrelado por Anna-Maria Sieklucka, Michele Morrone e Magdalena Lamparska.
O filme foi lançado mundialmente pela Netflix em 27 de abril de 2022 e recebeu críticas amplamente negativas, assim como seu antecessor. A sequência, Kolejne 365 dni, foi lançada em 19 de agosto de 2022.

## Enredo
Laura perde seu bebê devido a um acidente (ocorrido nas cenas finais do primeiro filme). Ela e Massimo se casam, mas apenas a melhor amiga de Laura, Olga, vai até a Itália para participar da cerimônia, já que Massimo teme que sua identidade como mafioso seja descoberta. Laura compartilha com Olga a dor da perda, mas decide não contar a Massimo, temendo uma vingança.
Após a lua de mel, ao retornarem, Laura e Massimo encontram Olga e seu braço direito, Domenico, em uma situação comprometedora, já que os dois estavam flertando durante as celebrações do casamento.
Os recém-casados estão felizes até que Laura começa a se sentir entediada, já que não tem nada para fazer enquanto Massimo está ocupado com o trabalho. As discussões diárias a fazem pensar em Nacho, o jardineiro de Massimo. Uma noite, durante uma festa em sua casa, Laura acredita ver Massimo transando com sua ex-namorada, Anna. De coração partido, ela deixa a festa e encontra Nacho. Juntos, eles fogem para uma ilha.
Enquanto isso, Massimo está confuso sobre o que aconteceu e começa a procurar por Laura. Ela começa a aproveitar sua vida na ilha e, ao mesmo tempo, tem sonhos eróticos envolvendo Nacho.
Um dia, Nacho diz a Laura que ela precisa conhecer seu pai e revela que ele é o chefe da gangue mafiosa rival de Massimo. Laura fica chocada e se sente traída, mas decide acompanhar Nacho até a casa de seu pai. Lá, ela é deixada com alguns seguranças enquanto Nacho vai encontrar o pai.
Enquanto isso, Massimo está discutindo com o pai de Nacho, que acredita que Adriano seria uma substituição melhor para a família mafiosa siciliana, e é revelado que eles têm Laura em cativeiro. De repente, Nacho percebe que deixou Laura com os seguranças errados e, junto com Massimo, corre para salvá-la.
Enquanto isso, Laura está sendo mantida prisioneira pelo irmão gêmeo e instável de Massimo, Adriano, de quem ela não sabia da existência. É então revelado que, na noite em que Laura viu Massimo transando com Anna, na verdade era Adriano e não seu marido Massimo.
Massimo e Nacho entram no local para tentar salvar Laura. Massimo e Adriano sempre foram rivais, e tudo fazia parte do plano de Adriano. O irmão gêmeo revela que, no incidente no túnel, Laura perdeu o bebê deles. Laura tenta fugir, mas é baleada por Anna e Adriano, que, por sua vez, são mortos por Massimo e Nacho. O filme termina com Nacho indo embora e Laura caída e baleada nos braços de Massimo.

## Elenco
- Anna-Maria Sieklucka como Laura Biel Torricelli
- Michele Morrone como
  - Don Massimo Torricelli, marido de Laura
  - Adriano Torricelli, irmão gêmeo de Don Massimo
- Magdalena Lamparska como Olga
- Otar Saralidze como Domenico[7]
- Simone Susinna como Nacho[7]
- Natasza Urbańska como Anna
- Ewa Kasprzyk como Klara Biel
- Dariusz Jakubowski como Tomasz
- Ramón Langa como Don Matos
- Tomasz Mandes como Tommaso
- Blanka Lipińska como Elena
- Natalia Siwiec como Emi
- Karolina Pisarek como Amelia
- Robert Wabich como Padre
- Sławomir Mandes como Cara italiano
- Rafal Iwaniuk como Segurança
- Robert Zdębski e Tomasz Malesa como Seguranças italianos
- Marcin Matlak e Paweł Baryła como Seguranças espanhóis
- Anna Kopytowska como Sorina
- Marta Morawska como Garota da praia

## Produção
As gravações começaram em maio de 2021, em regiões da Itália e Polônia, com Anna-Maria Sieklucka e Magdalena Lamparska reprisando seus papéis do primeiro filme. A produção estava originalmente prevista para começar em 2020, na Sicília e na Polônia, mas foi adiada devido à pandemia de COVID-19. Em fevereiro de 2021, Michele Morrone também foi confirmado de volta ao elenco.

### Trilha sonora
| N°  | Título                            | Autor(a)                                                   |
| --- | --------------------------------- | ---------------------------------------------------------- |
| 1.  | "365 Days"                        | EMO & Marissa                                              |
| 2.  | "Ave Maria"                       | Franz Schubert                                             |
| 3.  | "My Girl"                         | Oskar Cyms                                                 |
| 4.  | "On It"                           | EMO                                                        |
| 5.  | "Mi Amor"                         | J. J. Abel, feat. Carla Fernandes                          |
| 6.  | "If U Like That"                  | Marissa                                                    |
| 7.  | "City of Sand"                    | Adam Peters                                                |
| 8.  | "Don’t Mess with My Mind"         | EMO                                                        |
| 9.  | "It Feels Like Hom"               | Nairobiee, Kurt Karver, Jim Lord, Aldous Finch             |
| 10. | "Nothing To Lose"                 | Marien                                                     |
| 11. | "You Were in Love"                | Bryska                                                     |
| 12. | "All I Want Is You for Christmas" | The Fun Machine                                            |
| 13. | "XMAS"                            | Ian Scott                                                  |
| 14. | "Promises"                        | EMO                                                        |
| 15. | "Trouble Maker"                   | Marien                                                     |
| 16. | "Voices Of Spring"                | Orquestra Filarmônica Real, Peter Guth                     |
| 17. | "Strauss: Wine, Women & Song"     | Orquestra Filarmônica Real, Peter Guth                     |
| 18. | "Quintessence"                    | Bleeding Fingers Music                                     |
| 19. | "Secrets"                         | Natalia Krakowiak                                          |
| 20. | "Aprile"                          | Compagnia D’Opera Italiana, Antonello Gotta, Stefano Secco |
| 21. | "Complicated"                     | Ian Scott                                                  |
| 22. | "Give Me Some Love"               | Tynsky                                                     |
| 23. | "Eyes On Target"                  | Nexus Trix, Red Earth                                      |
| 24. | "Good To Me"                      | EMO                                                        |
| 25. | "Winter Summer"                   | Jhn McFly, feat. Tynsky                                    |
| 26. | "Dos Horas"                       | J. J. Abel, feat. Daniel Rondon & Kuinvi                   |
| 27. | "By Your Side"                    | Marissa                                                    |
| 28. | "Show Me"                         | Ian Scott                                                  |
| 29. | "Never Again"                     | Tommy Docherty                                             |
| 30. | "Be Mine (Remix)"                 | Naomi August                                               |
| 31. | "The Calling (EPIX Remix)"        | The Rigs                                                   |
| 32. | "The End"                         | Marissa                                                    |
| 33. | "EMO"                             | Marissa                                                    |
| 34. | "Another Day"                     | Michele Morrone                                            |
| 35. | "I Don't Care"                    | DJ Khalil                                                  |

## Lançamento
365 dni: Ten dzień foi lançado em 27 de abril de 2022 na Netflix.

## Recepção

### Audiência
Na data de lançamento, 27 de abril de 2022, Ten dzień foi o filme mais assistido na Netflix em 74 países, e, no dia seguinte, em 83. Durante a primeira semana após a estreia, conseguiu manter consistentemente a primeira posição em mais de 60 países.

### Resposta da crítica
No site agregador de críticas Rotten Tomatoes, 0% das 17 críticas registradas são positivas. O Metacritic, que usa uma média ponderada, atribuiu ao filme uma nota 8 de 100, com base em cinco críticas, indicando uma "aversão esmagadora".
Jonathan Wilson, do Ready Steady Cut, fez uma crítica negativa, dizendo que, assim como outras produções eróticas, o filme apresenta "representações profundamente problemáticas de sexo e relacionamentos, que glamourizam e justificam várias formas de abuso controlador e dominação". Segundo ele, se fossem retiradas as montagens de sexo — que compõem 80% do filme — restariam apenas 15 minutos de enredo. Jessica Kiang, da Variety, disse que o filme "é um lixo que excita". Kate Erbland, do IndieWire, também deu uma crítica negativa, dizendo: "a maioria do público que assiste 365 dni: Ten dzień provavelmente não está em busca de histórias sobre empoderamento feminino ou tramas coerentes, mas o desprezo com que o filme trata tanto seus espectadores quanto sua protagonista é impossível de ignorar". Oli Welsh, do Polygon, comentou: "por mais difícil que seja acreditar, é ainda pior que o primeiro filme. Mas desce mais fácil, porque boa parte do lado mais grotesco do primeiro filme foi suavizado". Shaun Munro, do Flickering Myth, deu nota 1 de 5 ao filme e disse: "essa sequência sem graça e cheia de tesão tenta em vão se distanciar das bases repulsivas do antecessor e, embora sua trama digna de uma telenovela mexicana seja absurda o suficiente para gerar um certo entretenimento perverso, por qualquer critério objetivo, é algo realmente terrível".

### Nomeações
Em 2023, o filme recebeu três prêmios Węże nas categorias: "Pior Sequência, Prequência ou a Mesma História Repetida", "Pior Dupla em Cena" e "Pior Atuação Feminina" (Anna-Maria Sieklucka).

## Sequência
Os planos para uma sequência, intitulada Kolejne 365 dni, foram adiados devido à pandemia de COVID-19. Em maio de 2021, foi divulgado que a Netflix havia iniciado as filmagens de Kolejne 365 dni simultaneamente com Ten dzień. Morrone, Sieklucka e Lamparska foram confirmados para retornar em seus papéis. Foi lançado em 19 de agosto de 2022.